# Typophyllum trapeziforme
Typophyllum trapeziforme är en insektsart som först beskrevs av Stoll, C. 1787.  Typophyllum trapeziforme ingår i släktet Typophyllum och familjen vårtbitare. Inga underarter finns listade i Catalogue of Life.